# Saint-Vérand (Saona e Loira)
Saint-Vérand è un comune francese di 187 abitanti situato nel dipartimento della Saona e Loira nella regione della Borgogna-Franca Contea.

## Società

### Evoluzione demografica
Abitanti censiti